# Feramssläktet
Feramssläktet eller hundbärssläktet (Disporum) är ett växtsläkte i familjen tidlöseväxter, beskrivet 1812 av den brittiske botanisten Richard Anthony Salisbury.

## Utbredning
Släktet förekommer i Japan, Kina och Sydostasien. De arter från Nordamerika som tidigare fördes till släktet placeras numera i Prosartes D.Don, vilket tillhör liljeväxtfamiljen.

## Namn
Det svenska släktesnamnet kommer av sagoväsendet fe och det utseendemässigt liknande släktet ramsar.

## Arter
Plants of the World Online anger 23 giltiga arter av feramsar:
- Disporum acuminatissimum
- Disporum acuminatum
- Disporum bodinieri
- Disporum calcaratum
- Disporum cantoniense
- Disporum hainanense
- Disporum jinfoshanense
- Disporum kawakamii
- Disporum leucanthum
- Disporum longistylum
- Disporum lutescens
- Disporum megalanthum
- Disporum mishmiensis
- Disporum nanchuanense
- Disporum sessile
- Disporum shimadae
- Disporum sinovietnamicum
- Disporum smilacinum
- Disporum tonkinense
- Disporum trabeculatum
- Disporum uniflorum
- Disporum viridescens
- Disporum xilingense